# ريجيس ديبريه
جول ريجيس دوبريه (بالفرنسية: Régis Debray) (من مواليد 2 سبتمبر 1940) هو فيلسوف فرنسي، وصحفي، ومسؤول حكومي سابق، وأكاديمي. معروف بنظريته في الميديولوجيا، وهي نظرية نقدية في انتقال المعنى الثقافي في المجتمع البشري على المدى البعيد، وبارتباطه بالثوري الماركسي تشي غيفارا في بوليفيا خلال عام 1967، وبدعمه لرئاسة سلفادور أليندي في تشيلي في أوائل السبعينيات من القرن العشرين. عاد إلى فرنسا خلال عام 1973 وشغل فيما بعد العديد من المناصب الرسمية داخل الحكومة الفرنسية.

## حياته

### 1960 إلى 1973
وُلد ريجيس دوبريه في باريس، ودرس في المدرسة العليا للأساتذة وعلمه لوي ألتوسير. ظهر بشخصيته في سينما الواقع في فيلم «وقائع الصيف» للمخرجَين جان روش وإدغار موران في عام 1960. أصبح «أستاذًا مشاركًا في الفلسفة» خلال عام 1965.
خلال أواخر الستينيات عمل أستاذًا للفلسفة في جامعة هافانا في كوبا، وأصبح شريكًا لتشي جيفارا في بوليفيا. كتب كتاب «ثورة في الثورة»، الذي حلل العقائد التكتيكية والاستراتيجية السائدة آنذاك بين الحركات الاشتراكية المتشددة في أمريكا اللاتينية، وكتب كتيبًا لحرب العصابات الذي استكمل فيه دليل جيفارا الخاص بالموضوع. نُشِر من قبل ماسبيرو في باريس خلال عام 1967، وفي نفس العام في نيويورك (برس ريفيو الشهرية وغروف برس) ومونتيفيديو (ساندينو) وميلانو (فيلترينيلي) وميونيخ (تريكونت).
قُبِض على جيفارا في بوليفيا في أكتوبر 1967، وفي 20 أبريل 1967 قُبِض على دوبريه في بلدة مويوبامبا الصغيرة في بوليفيا. حكم على دوبريه في 17 نوفمبر بالسجن لمدة 30 عامًا بعد إدانته لمشاركته في حرب العصابات مع غيفارا. أطلق سراحه خلال عام 1970 بعد حملة دولية لإطلاق سراحه، شملت مناشدات من جان بول سارتر، وأندريه مالرو، والجنرال تشارل دي غول، والبابا بولس السادس. لجأ إلى تشيلي، حيث كتب «الثورة التشيلية» عام 1972 بعد مقابلات مع سلفادور أليندي. عاد دوبريه إلى فرنسا خلال عام 1973 عقب الانقلاب الذي قام به أوغستو بينوشيه في تشيلي.

### منذ 1981 وحتى 1995
أصبح مستشارًا رسميًا للرئيس في الشؤون الخارجية بعد انتخاب فرانسوا ميتران رئيسًا لفرنسا في عام 1981. بهذه الصفة وضع سياسة تهدف إلى زيادة حرية تصرف فرنسا في العالم، وتقليل الاعتماد على الولايات المتحدة، وتعزيز التقارب مع المستعمرات السابقة. شارك أيضًا في تطور الاحتفالات الرسمية للحكومة، والاعتراف بالذكرى المئوية الثانية للثورة الفرنسية. استقال خلال عام 1988. حتى منتصف التسعينيات، شغل عددًا من الوظائف الرسمية في فرنسا، بما في ذلك مستشار فخري في المحكمة الإدارية العليا الفرنسية في مجلس الدولة.
نشر مذكرات عن حياته في عام 1996، تُرجمت إلى الإنجليزية باسم «ريجيس دوبريه، الحمد لله ربنا» (دار فرسو، 2007).

## روابط خارجية
- ريجيس ديبريه على موقع IMDb (الإنجليزية)
- ريجيس ديبريه على موقع الموسوعة البريطانية (الإنجليزية)
- ريجيس ديبريه على موقع مونزينجر (الألمانية)
- ريجيس ديبريه على موقع ألو سيني (الفرنسية)